# 麻辣醬
麻辣醬是一种用花椒和辣椒制成的调味品。川菜和重庆菜中會放入一定的麻辣醬。麻辣醬的味道呈現麻和辣，其中麻是由花椒引起的，含有3%的羟基-α-山椒素。

## 历史
麻辣醬起源尚不清楚，有說法是來自於19至20世纪重庆的夜市。 

## 原料
麻辣醬主要由干辣椒、辣椒粉、豆瓣醬、花椒、丁子香、蒜、八角、香豆蔻、茴香、生姜、肉桂、食盐和食糖制成。这些原材料要与牛脂和植物油放一起炖數个小时，然后装进罐子里。之後可以再添加其他草药和香料，例如如沙姜、白芷和罌粟籽。